# Heliconia dasyantha
Heliconia dasyantha är en enhjärtbladig växtart som beskrevs av Karl Heinrich Koch och Carl David Bouché. Heliconia dasyantha ingår i släktet Heliconia och familjen Heliconiaceae. Inga underarter finns listade.